# Slurfspitsmuizen
Slurfspitsmuizen (Macroscelides) zijn een geslacht van zoogdieren uit de familie springspitsmuizen. De dieren hebben een muis-achtig lichaam met lange achterpoten en een snuit die lijkt op een slurf. De wetenschappelijke naam van het geslacht werd voor het eerst voorgesteld door Andrew Smith in 1829.

## Naam en indeling
De wetenschappelijke naam van de groep werd voor het eerst voorgesteld door Andrew Smith in 1829. Lange tijd was het geslacht monotypisch en werd slechts vertegenwoordigd door een enkele soort; de slurfspitsmuis (Macroscelides proboscideus). Een voormalige ondersoort van deze slurfspitsmuis wordt tegenwoordig echter als een aparte soort beschouwd. In 2014 werd een nieuwe soort springspitsmuis beschreven die aan Macroscelides wordt toegekend en telt de groep drie soorten. In veel bronnen wordt een lager soortenaantal genoemd omdat deze nieuwe inzichten nog niet zijn opgenomen.

## Verspreiding en habitat
Slurfspitsmuizen komen voor in delen van Afrika in de landen Botswana, westelijk en zuidelijk Namibië en ten slotte in westelijk Zuid-Afrika. De habitat bestaat uit droge, begroeide gebieden met een losse ondergrond. De dieren graven holen waarin ze schuilen bij gevaar.

## Beschermingsstatus
Door de internationale natuurbeschermingsorganisatie IUCN is aan alle soorten een beschermingsstatus toegewezen. De drie soorten worden beschouwd als 'veilig' (Least Concern of LC).

## Soorten
Het geslacht omvat drie soorten.
| Afbeelding | Naam                                                                     | Verspreidingsgebied            | IUCN-status |
| ---------- | ------------------------------------------------------------------------ | ------------------------------ | ----------- |
|            | Macroscelides flavicaudatus (Lundholm, 1955)                             | Namibië                        |             |
|            | Macroscelides micus (Dumbacher, Rathbun, Osborne, Griffin & Eiseb, 2014) | Namibië                        |             |
|            | Macroscelides proboscideus (Shaw, 1800) – Slurfspitsmuis                 | Botswana, Namibië, Zuid-Afrika |             |